# Peplo

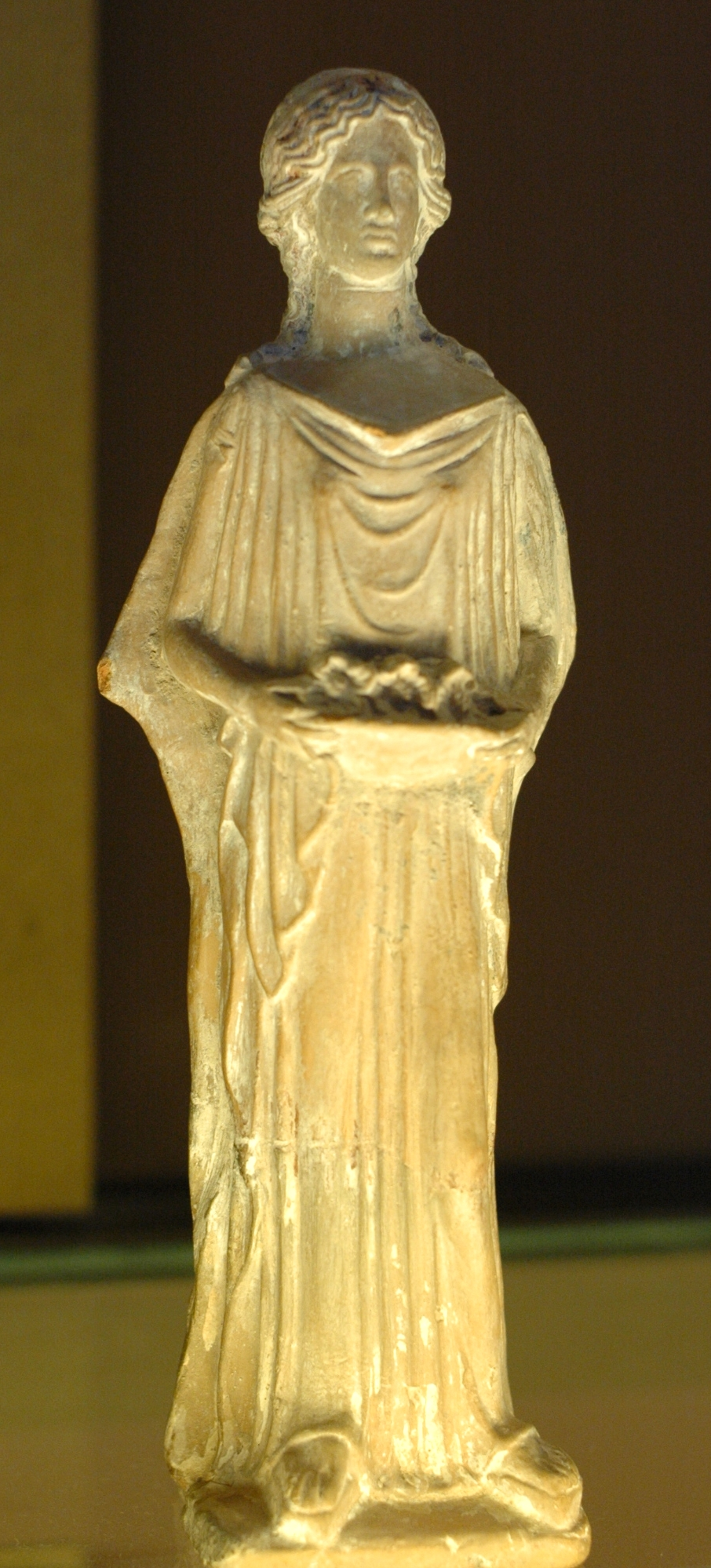
Dama con peplo haciendo una ofrenda. Siglo IV a. C.

El peplo (del latín peplum, a su vez del griego πέπλος) es una túnica de la antigua Grecia que llevaban las mujeres griegas. 
Es una pieza rectangular de grandes pliegues (véase las cariátides del Erecteión) doblada en dos para cubrir el cuerpo y luego cosida con el fin de formar una especie de tubo cilíndrico, donde la parte superior desciende sobre el pecho (y, a veces, también sobre los hombros). Las dos mitades de la tela son unidas por un alfiler sobre cada hombro. El peplo se ciñe a la cintura por un cinturón.
Se confecciona con un tejido pesado (lana por lo general). Se ataba a los hombros mediante una fíbula. Podía ser totalmente abierto por uno de los lados o cerrado con costura y era siempre más largo que la altura de la mujer que lo llevaba. Se llevaba a veces con una pequeña capa en la misma tela. Cada año, en la fiesta de las Panateneas, se ofrecía a Atenea un peplo bordado.Se cree, aunque no sin desacuerdo, que en el friso del Partenón se representa la escena del peplo durante las Panateneas.
El peplo desaparece progresivamente con la aparición del lino, que permite la confección de prendas de vestir más amplias y más flexibles, para ser sustituido por el quitón.

## Tipos
En torno al siglo V, se podían distinguir los peplos:
- El endyma, llevado directamente sobre el cuerpo.
- El epiblema, llevado sobre el quitón.